# Canal de Dubái

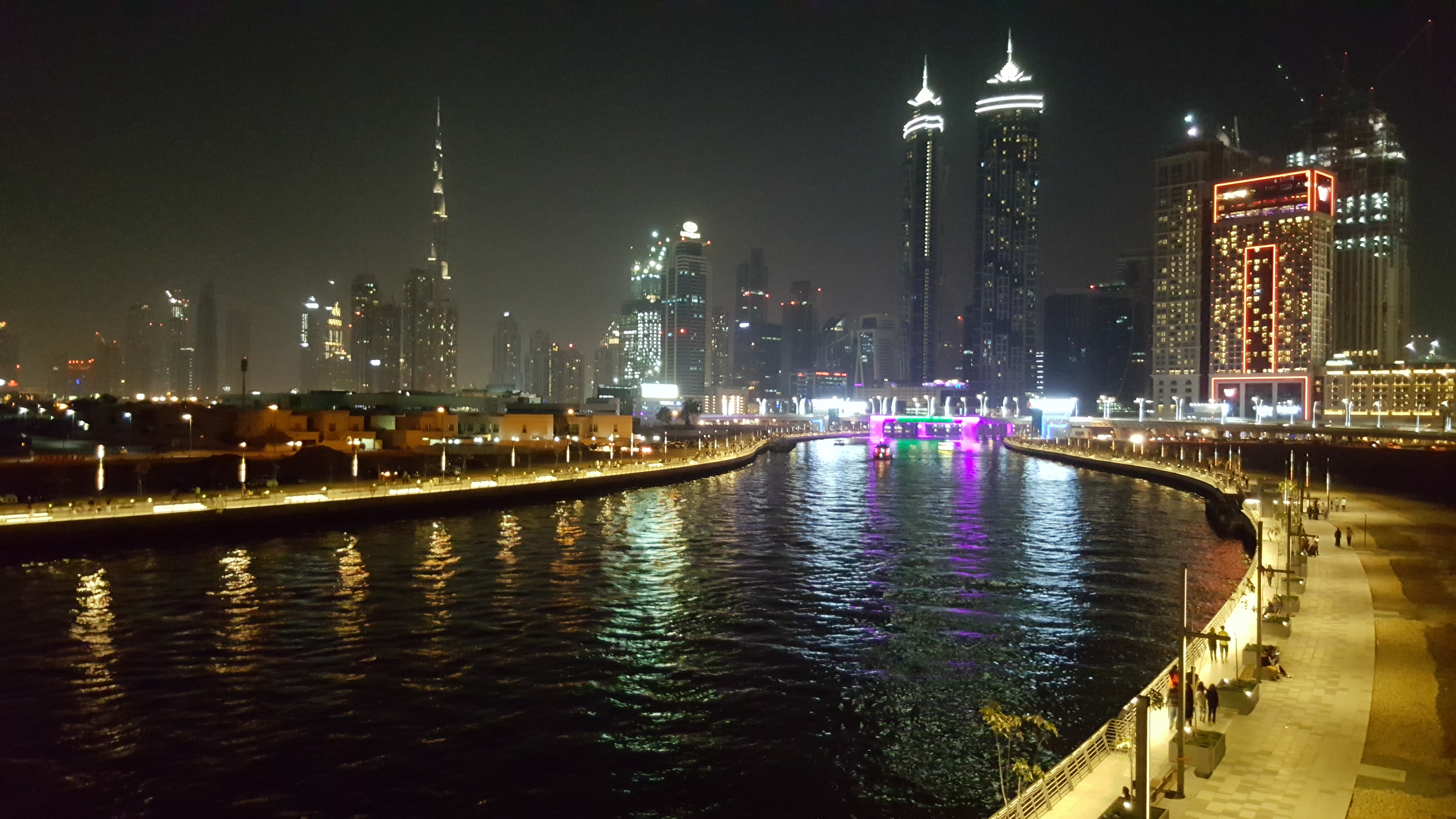
Canal de Dubái: vista nocturna

El canal de Dubái es un canal artificial de agua inaugurado el 2 de octubre de 2013 e inaugurado el 9 de noviembre de 2016. La acera del canal comprende un centro comercial, cuatro hoteles, 450 restaurantes, viviendas de lujo, pasarelas y carriles bici. Es un proyecto de 3 kilómetros / 1.8 millas de largo que comienza desde Business Bay hacia el Golfo Pérsico a través de Safa Park y Jumeirah. El ancho varía de 80 metros / 262 pies a 120 metros / 393 pies. Tiene 6 metros / 20 pies de profundidad y puede ser atravesado por puentes de 8 metros / 26 pies de altura. Crea nuevos lugares públicos e instalaciones con un área total de 80,000 metros cuadrados / 86 pies cuadrados con puertos deportivos privados para botes y un centro comercial en la entrada del canal. El desarrollo fue diseñado por AE7 Architects and Planners.
El canal es atravesado por 3 puentes para peatones / bicicletas, incluido el Puente de la Tolerancia, llamado así por Su Alteza el Jeque Mohammad Bin Rashid Al Maktoum, Vicepresidente y Primer Ministro de los Emiratos Árabes Unidos y Gobernante de Dubái el 15 de noviembre de 2017.

## Infraestructura

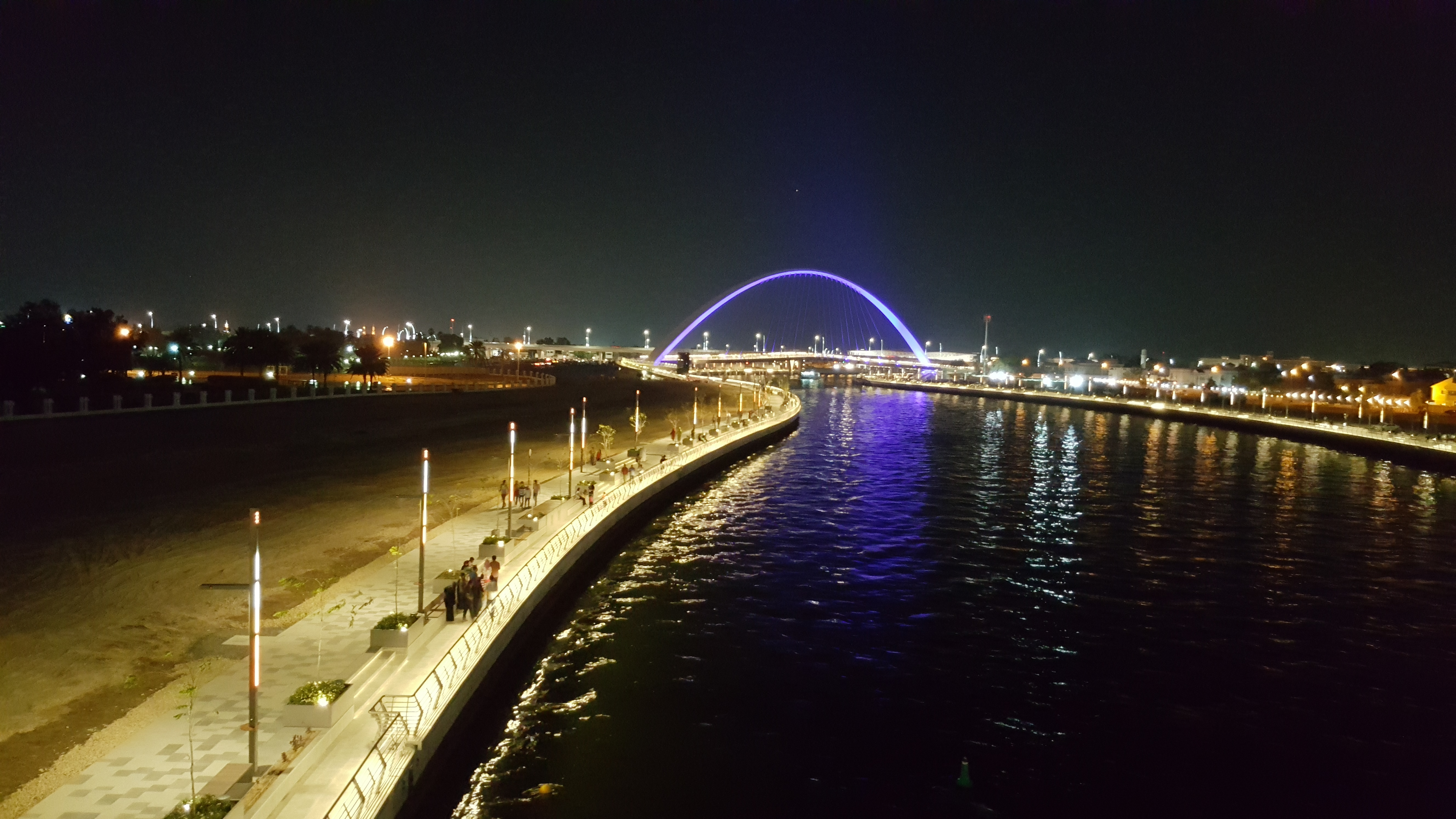
Vista nocturna del canal de Dubái

La Autoridad de Carreteras y Transporte (RTA) construyó puentes sobre el canal para Sheikh Zayed Road, Al Wasl Road y Jumeirah Road . El puente de la carretera Sheikh Zayed tiene ocho carriles en cada dirección y tres carriles en cada dirección en Al Wasl Road y Jumeirah Road. Los cruces están a 8.5 metros sobre el agua para permitir que los barcos pasen por debajo.
El proyecto también incluye tres pasos de peatones además de senderos en los tres nuevos puentes y cuatro estaciones de la marina para el transporte público.
En julio de 2014, habían comenzado los movimientos de tierra para el proyecto cerca de Sheikh Zayed Road.
Fue inaugurado el 2 de octubre de 2013 e inaugurado el 9 de noviembre de 2016. El canal y sus puentes fueron construidos entre 2014 y 2016 por la subsidiaria de BESIX Six Construct.
Uno de los primeros proyectos lanzados en Dubai Water Canal es Marasi Business Bay, que comenzó a construirse en junio de 2017.